# Rocio Campigli
Rocío Campigli (Buenos Aires, 6 de agosto de 1994) es una jugador de balonmano argentina para Club Balonmano Femenino Málaga Costa del Sol y la selección femenina de Argentina.

## Trayectoria
Con su club de origen, el Estudantes de la Plata, ha ganado todas las competiciones nacionales, mientras que con la selección argentina ha triunfado en los torneos sudamericanos, siendo medalla de plata en los Juegos Panamericanos, el campeonato panamericano y los Juegos Suramericanos y fue pieza clave en "la garra" en su clasificación para las Olimpiadas de Río.
En el 2017 ficha por el Mavi Nuevas Tecnologías y en el 2018 se proclamó campeona de la Copa de la Reina de Balonmano con el equipo fabril. 
Fue fichada por el Málaga procedente del Mavi Nuevas Tecnologías en la temporada 2018-2019. En la temporada 2019-2020 y en la 2021-2022 volvió a alzarse con el título de Copa de la Reina con el equipo andaluz del Málaga Costa del Sol con la que también conquistó un campeonato de la EHF European Cup y un subcampeonato de liga. En la temporada 2022–23 conquistó el primer título liguero para el equipo malagueño, siendo una de las jugadoras más destacadas a lo largo de toda la temporada.
Internacional con Argentina, fue plata en los Juegos Panaméricanos del 2019 y del 2023. Compitió en los Juegos Olímpicos de 2020 (logo que tiene tatuado en su brazo derecho) y tiene en mente poder participar en los Juegos Olímpicos de 2024 para lo que tendrá que ganar el preolímpico.
Su apodo es "La Roca".

## Galardones

### Selección Argentina
- 3 x Medalla de plata en los Juegos Panamericanos (2015, 2019, 2023)
- 1 x Medalla de plata en el Campeonato Panamericano (2017)
- 1 x Medalla de bronce en el Campeonato Panamericano (2015)
- 1 x Juegos Suramericanos (2018)
- 1 x Campeonato Sur-Centro (2024)[11]

### Clubes
- 1 x Liga Guerreras Iberdrola (2023)
- 3 x Copa de la Reina (2018, 2020, 2022)
- 1 x Supercopa de España (2021)
- 1 x EHF European Cup (2021)

### Premios individuales
- Mejor pivote 2016 Campeonato Panamericano femenino de balonmano[12]
- Mejor defensora de la Liga Guerreras Iberdrola (2021-22)[13]